# Sargocentron
Sargocentron is een geslacht van Eekhoorn- en soldatenvissen. Een bekende soort uit de Rode Zee en Stille Oceaan is Sargocentron spiniferum, ook wel grootdoorneekhoornvis genoemd. Deze solitaire vis is vaak te vinden onder overhangende rots- of koraalformaties.

## Soorten
- Sargocentron bullisi (Woods, 1955)
- Sargocentron caudimaculatum (Rüppell, 1838)
- Sargocentron cornutum (Bleeker, 1853)
- Sargocentron coruscum (Poey, 1860)
- Sargocentron diadema (Lacépède, 1802)
- Sargocentron dorsomaculatum (Shimizu & Yamakawa, 1979)
- Sargocentron ensifer (Jordan & Evermann, 1903)
- Sargocentron furcatum (Günther, 1859)
- Sargocentron hastatum (Cuvier, 1829)
- Sargocentron hormion (Randall, 1998)
- Sargocentron inaequalis (Randall & Heemstra, 1985)
- Sargocentron iota (Randall, 1998)
- Sargocentron ittodai (Jordan & Fowler, 1902)
- Sargocentron lepros (Allen & Cross, 1983)
- Sargocentron macrosquamis (Golani, 1984)
- Sargocentron marisrubri (Randall, Golani & Diamant, 1989)
- Sargocentron megalops (Randall, 1998)
- Sargocentron melanospilos (Bleeker, 1858)
- Sargocentron microstoma (Günther, 1859)
- Sargocentron poco (Woods, 1965)
- Sargocentron praslin (Lacépède, 1802)
- Sargocentron punctatissimum (G. Cuvier, 1829)
- Sargocentron rubrum (Forsskål, 1775)
- Sargocentron seychellense (Smith & M. M. Smith, 1963)
- Sargocentron shimizui (J. E. Randall, 1998)
- Sargocentron spiniferum (Forsskål, 1775)
- Sargocentron spinosissimum (Temminck & Schlegel, 1843)
- Sargocentron suborbitalis (Gill, 1863)
- Sargocentron tiere (Cuvier, 1829)
- Sargocentron tiereoides (Bleeker, 1853)
- Sargocentron vexillarium (Poey, 1860)
- Sargocentron violaceum (Bleeker, 1853)
- Sargocentron wilhelmi (F. de Buen, 1963)
- Sargocentron xantherythrum (Jordan & Evermann, 1903)